# Liste der Biografien/Hilz
Liste der Biografien |
Portal Biografien |
Personensuche
# |
A |
B |
C |
D |
E |
F |
G |
H |
I |
J |
K |
L |
M |
N |
O |
P |
Q |
R |
S |
T |
U |
V |
W |
X |
Y |
Z |
?
 
Ha |
Hd |
He |
Hi |
Hj |
Hk |
Hl |
Hm |
Hn |
Ho |
Hr |
Hs |
Ht |
Hu |
Hv |
Hw |
Hy
 
Hia |
Hib |
Hic |
Hid |
Hie |
Hif |
Hig |
Hih |
Hii |
Hij |
Hik |
Hil |
Him |
Hin |
Hio |
Hip |
Hir |
His |
Hit |
Hiv |
Hiw |
Hix |
Hiy |
Hiz
 
Hila |
Hilb |
Hilc |
Hild |
Hile |
Hilf |
Hilg |
Hilh |
Hili |
Hilj |
Hilk |
Hill |
Hilm |
Hilp |
Hils |
Hilt |
Hilu |
Hilv |
Hilz
Die Liste der Biografien führt alle Personen auf, die in der deutschsprachigen Wikipedia einen Artikel haben. Dieses ist eine Teilliste mit 12 Einträgen von Personen, deren Namen mit den Buchstaben „Hilz“ beginnt.

## Hilz
- Hilz, Franz Xaver (1759–1830), bayerischer Unternehmer und Politiker
- Hilz, Hauke (* 1977), deutscher Lebensmittelchemiker, Hochschullehrer und Politiker (FDP)
- Hilz, Helmut (1924–2011), deutscher Chemiker
- Hilz, Helmut (* 1962), deutscher Historiker und Bibliothekar
- Hilz, Sepp (1906–1967), deutscher Maler

### Hilze
- Hilzensauer, Brigitte (* 1950), österreichische Literaturwissenschafterin
- Hilzer, Ignaz (1810–1880), österreichischer Glockengießer
- Hilzer, Peter (1846–1907), österreichischer Glockengießer

### Hilzh
- Hilzheimer, Ernst (1901–1986), deutscher Politiker (LDPD), Mitbegründer der LDPD in Rostock
- Hilzheimer, Max (1877–1946), deutscher Zoologe der Säugetierkunde (Mammalogie)

### Hilzi
- Hilzinger, Gotthard (1718–1781), südwestdeutscher Kirchenmaler
- Hilzinger, Jessica (* 1997), deutsche SkirennläuferinJessica Hilzinger (* 1997)

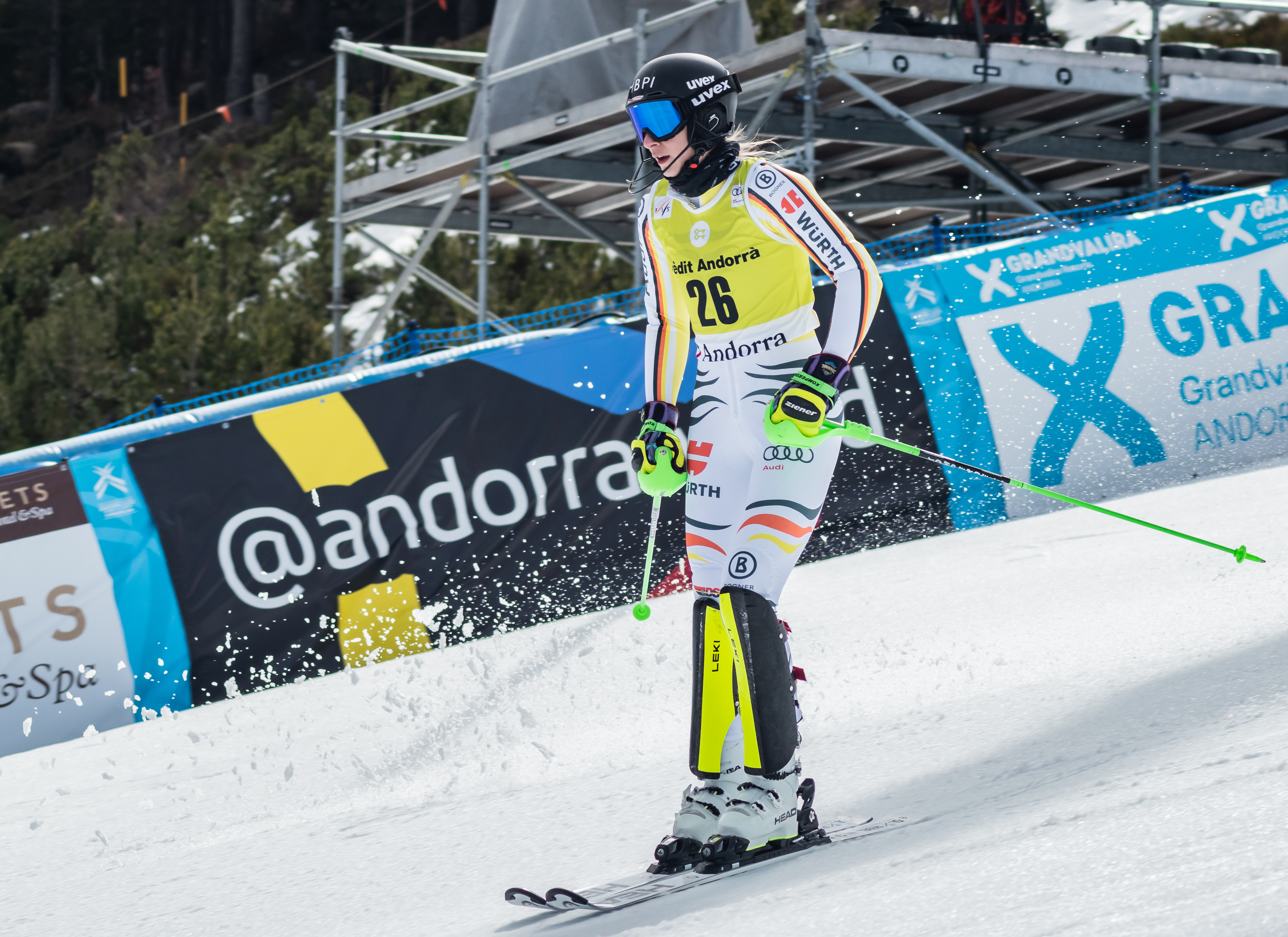
Jessica Hilzinger (* 1997)